# خربزه تنگولی
خربزه تنگولی یک خربزه موروثی است که توسط الیور کرین در اوایل قرن بیستم در پنگرو، کالیفرنیا ساخته شد. این گیاه در خواربارفروشی‌های تخصصی و بازارهای کشاورزان پرورش و فروخته می‌شود.

## مشخصات
خربزه تنگولی رسیده به‌طور متوسط ۲ تا ۳٫۵ کیلوگرم وزن دارد و به دلیل terroir بودنش طعم خاصی دارد. شکل آن از گرد تا کمی مخروطی، با پوست توری، خالدار و گوشت نارنجی متفاوت است. خربزه تنگولی فقط در فروشگاه‌های منتخب در کالیفرنیا موجود است، زیرا خربزه‌های رسیده در فروشگاه‌ها ماندگاری لازم برای حمل و نقل مناسب را ندارند.